# Wilfred Geominy
Wilfred A. Geominy (* 1. Oktober 1947 in Essen; † 16. November 2013 in Bonn) war ein deutscher Klassischer Archäologe.

## Leben
Wilfred Geominy studierte Klassische Archäologie, Alte Geschichte und Latein an den Universitäten Tübingen und Bonn. 1982 wurde er in Bonn bei Nikolaus Himmelmann promoviert. Anschließend war er an der Abteilung Rom des Deutschen Archäologischen Instituts angestellt. Von 1988 bis zu seiner Pensionierung 2013 war Geominy Kustos des Bonner Akademischen Kunstmuseums. Zu seinen Aufgaben gehörten in erster Linie die Betreuung der Sammlungen, der Leihverkehr, die Inventarisierung von Neuzugängen und die Ausbildung von Studenten der Archäologie. Sein wissenschaftlicher Forschungsschwerpunkt war die griechische und römische Plastik sowie die Kunst des Hellenismus. Geominy, der mit einer Archäologin verheiratet war, wurde zu seinem Abschied am 25. Oktober 2013 im Hörsaal des Akademischen Kunstmuseums mit einem wissenschaftlichen Kolloquium geehrt. Der Titel der Veranstaltung lautete „Deinde cessavit ars.“ Er plante, seinen Ruhestand in Rom zu verbringen. Nur wenige Wochen nach seiner Pensionierung verstarb er.

## Schriften (Auswahl)
- Die Florentiner Niobiden. (= Dissertation, Universität Bonn 1984) OCLC 264125413.
- Das Akademische Kunstmuseum der Universität Bonn unter der Direktion von Reinhard Kekulé. Grüner, Amsterdam 1989, ISBN 90-6032-077-8.
- mit Stefan Lehmann: Zum Bronzebild des sitzenden Faustkämpfers im Museo Nazionale Romano. In: Stadion. Internationale Zeitschrift für Geschichte des Sports 15, 1989, S. 139–175.
- Die Silberbüste des Kaisers Galba : [dieser Restaurierungsbericht erscheint anläßlich der Ausstellung „Unter dem Vulkan, Meisterwerke der Antike aus dem Archäologischen Nationalmuseum Neapel“ von 16. Februar bis 5. Juni 1995 in der Kunst- und Ausstellungshalle der Bundesrepublik Deutschland in Bonn] = Il busto argenteo del imperatore Galba. Bonn 1995.
- Zum Daochos-Weihgeschenk. In: Klio 80, 2, 1998, S. 369–402.
- Praxiteles (II). In: Rainer Vollkommer (Hrsg.): Künstlerlexikon der Antike. Band 2: L–Z. Addendum A–K. Saur, München/Leipzig 2004, ISBN 3-598-11414-1, S. 305–319.
- Die Mänade des Skopas. In: Jahrbuch der Berliner Museen N.F. 56, 2014, S. 7–21.